# 포에베 (위성)
포에베(Phoebe)는 토성의 불규칙 위성이다. 포에베는 윌리엄 헨리 피커링이 페루의 아레키파에서 1898년 8월 16일에 델릴 스튜어트(DeLisle Stewart)가 촬영한 사진을 분석하여 1899년 3월 17일에 발견하였었다. 포에베는 사진 분석을 통해서 발견한 첫 번째 위성이었다.
포에베는 2004년에 카시니-호이겐스 호가 토성계에 들어섰을 때 생겼던 첫 번째 위성이였다. 그리고 그것은 다른 작은 위성대에 있던 위성들보다는 유난히 컸다. 카시니의 토성 궤도 진입과 도착 시간은 포에베와 근접 비행하도록 명확히 선택되었던 것이었다. 근접 비행 이후와 그것의 궤도 진입 이후, 카시니호는 이아페투스의 궤도 진입을 목표로 할 것이다.

## 명칭
그 위성은 훗날, 그리스 신화의 티탄족의 이름 중 하나인 '포에베(Phoebe)'로 명명되었다. 그것은 임시 명칭으로 Saturn IX라고도 불린다. 2005년, 국제천문연맹의 표준 명명법에서 24개의 충돌구(아카스투스(Acastus), 아드메투스(Admetus), 암피온(Amphion), 부테스(Butes), 칼라이스(Calais), 칸투스(Canthus), 클리티우스(Clytius), 에르기누스(Erginus), 유페무스(Euphemus), 유리다마스(Eurydamas), 유리티온(Eurytion), 유리투스(Eurytus), 힐라스(Hylas), 이드몬(Idmon), 이피투스(Iphitus), 이아손(Jason), 모프수스(Mopsus), 나우플리우스(Nauplius), 오일레우스(Oileus), 펠레우스(Peleus), 플리아스(Phlias), 탈라우스(Talaus), 텔라몬(Telamon), 제테스(Zetes))를 그리스 신화의 이아손(Jason) 그룹에 나오는 사람들의 이름으로 공식적으로 붙이기 시작하였다.
국제천문연맹에서 태양계 외부를 조사하는 그룹과 그 그룹의 회장인 토비 오웬(Toby Owen)은 이렇게 말하기도 했다.
"우리는 카시니-하위헌스 호가 토성의 위성들 중에서 포에베를 발견한 일로 큰 반향을 일으킨 것을 아르고선 용사(Argonauts)들의 전설로 빗대었다. 여기에 참여한 과학자들이 헤라클레스나 아탈란테와 같은 영웅들과 비견할 만한 위인이라는 건 아니지만, 아르고선 용사들의 전설처럼, 소중한 것을 되찾기 위해 위험을 무릅쓰고 머나먼 세계를 탐험하는 우수한 인재들을 대표하는 자들 임은 틀림없다."

## 궤도 특징
2000년도에 몇 개의 작은 위성들이 발견되기 전까지 100년 이상 동안 포에베는 토성에서 가장 멀리 떨어진 위성으로 알려져있었다. 포에베는 이아페투스보다 거의 4배 이상 토성에서 더 멀리 떨어져 있고, 실질적으로 행성 주위를 원거리에서 선회하는 어떠한 위성들보다도 크다. 이아페투스의 궤도 위의 모든 토성의 위성들은 토성의 적도면에서 아주 가까이에서 존재한다. 외부의 불규칙 위성들은 상당히 높은 궤도 이심률을 따르고, 내위성들은 동주기 자전으로 궤도를 따른다.(히페리온 제외)(토성의 위성을 참조)

## 지도

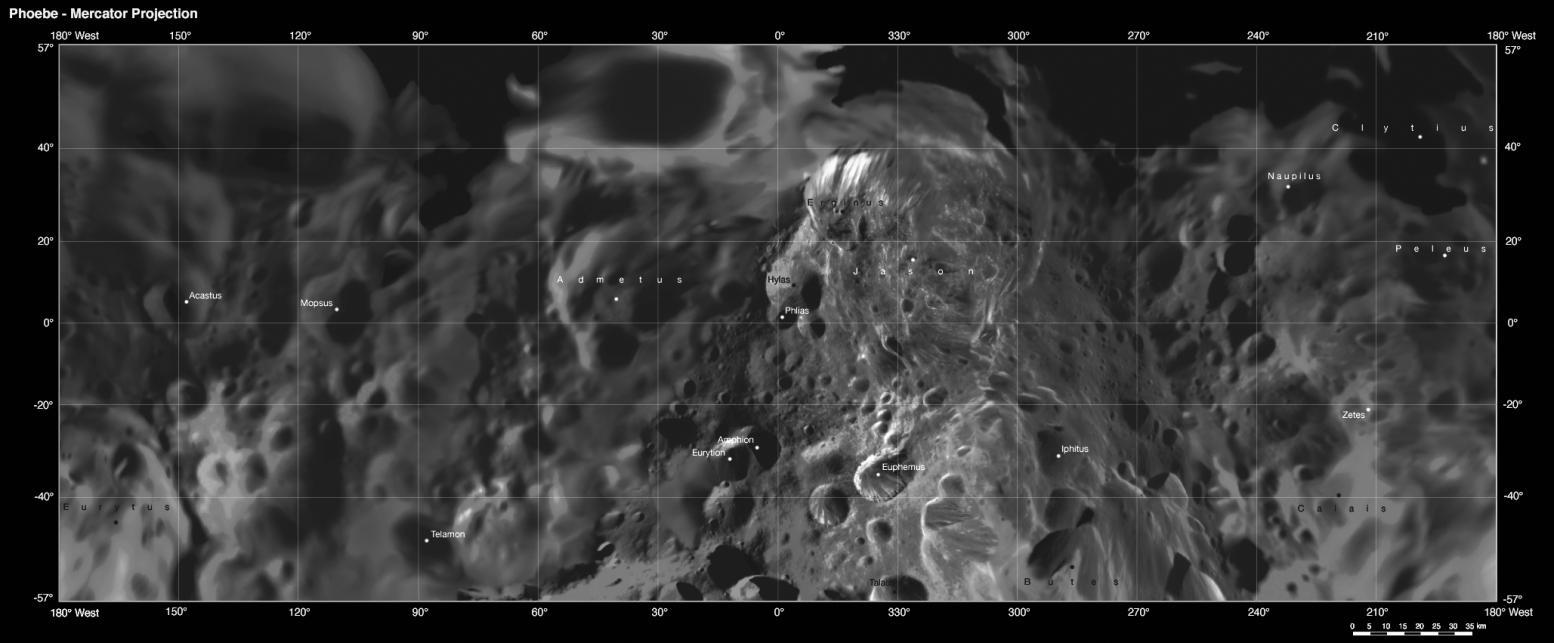
포에베의 지도(2005년)

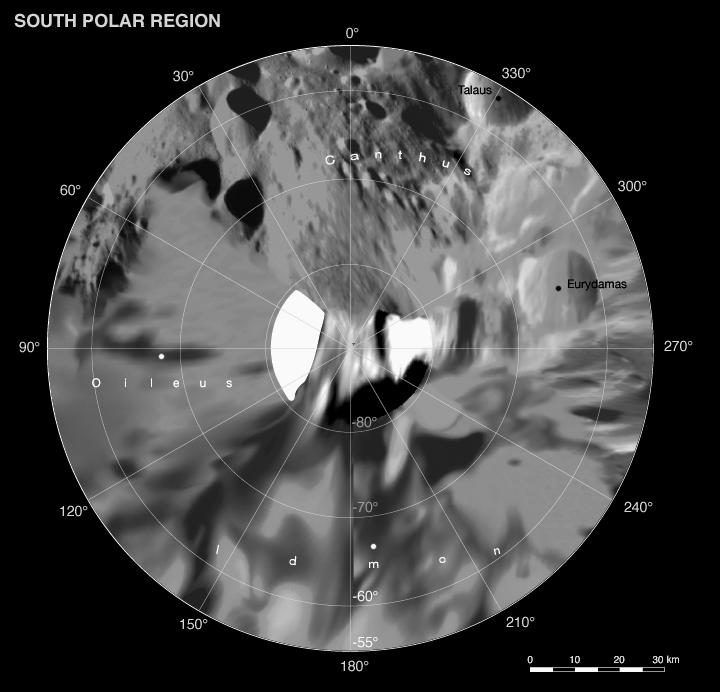
한층 더 높은 위도에서 본 사진.

## 물리적 특징

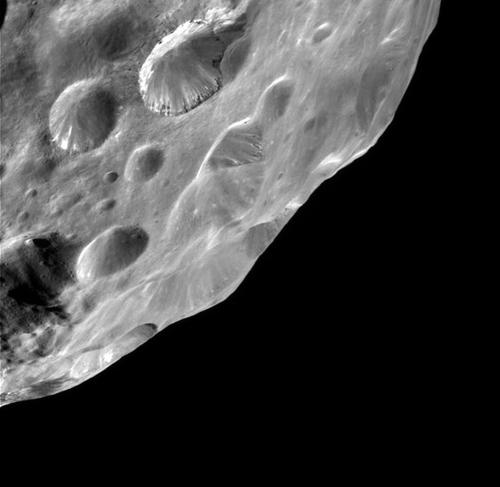
2004년 6월 13일 카시니-호이겐스 호가 근접 촬영하여 촬영한 사진

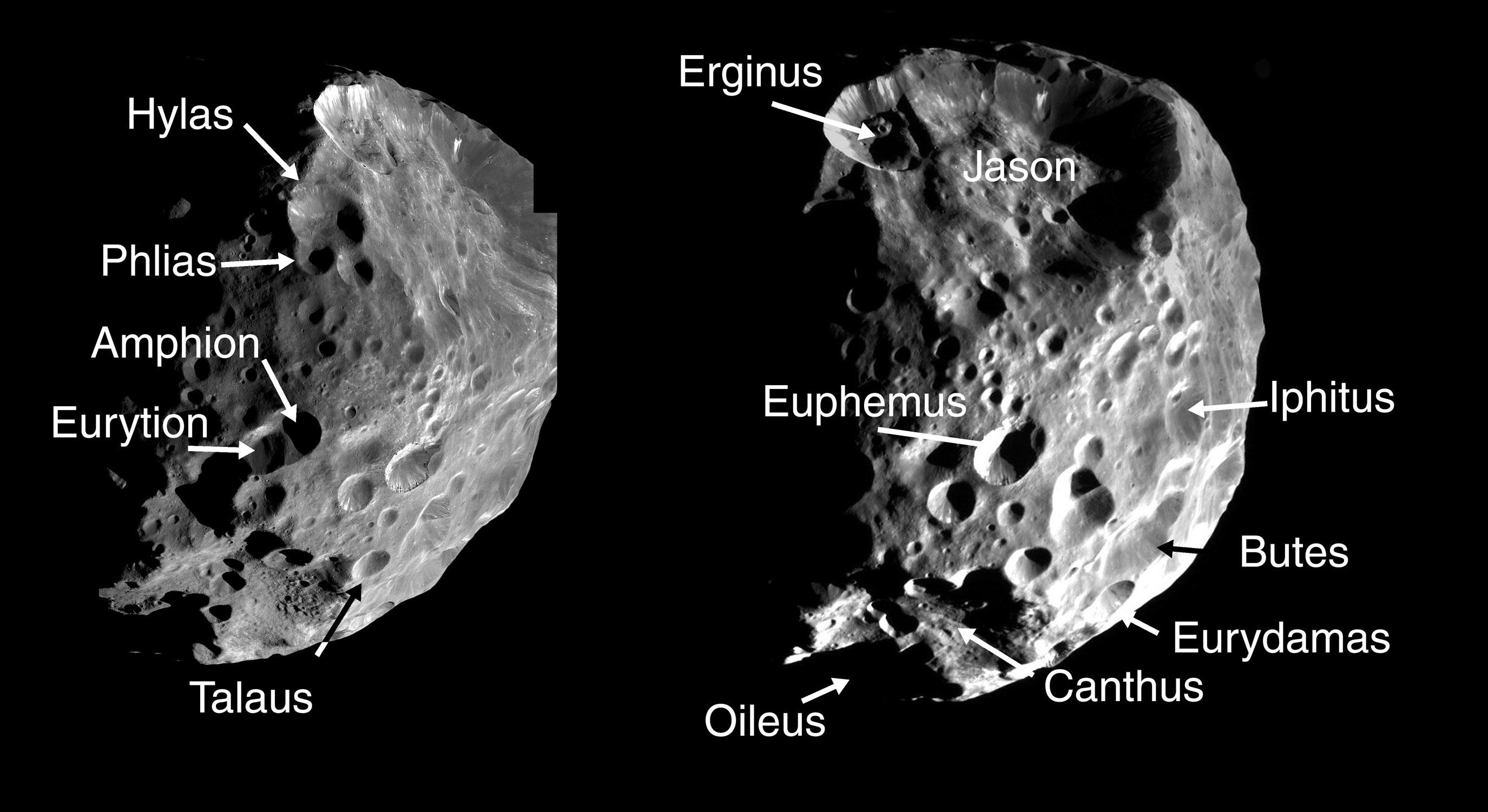
명명된 충돌구들.

포에베는 대강 구형이고, 220 km (140 mi)의 지름을 가지고 있다. 이는 달의 1/15정도의 크기이다. 포에베는 축을 따라 9시간 만에 자전하고, 18 개월에 한번 토성을 공전한다. 포에베의 표면 표면 온도는 75 K (-198 °C)이다. 포에베는 토성의 내위성중에서 가장 밝게 빛나지만, 포에베의 반사율은 매우 낮아서,(0.06) 검댕같이 어둡다. 포에베의 표면에는 매우 많은 충돌구들이 있고, 가로 80 km에 높이는 16 km가 넘는 곳도 있다. 과학자들은 그 어두운 채색의 이유를 포에베가 소행성으로 잡혔기 때문이라고 추측하며, C형 소행성급에 해당한다. 이것은 화학적으로 매우 미개하고, 태양 성운의 응축과 그 이후 약간의 수정으로 탄생했을 것으로 추측한다. 하지만 카시니-호이겐스 호의 사진은 포에베의 충돌구의 밝기에 상당한 변화를 보여준다. 이는 지하에 얼음이 300에서 500 m (980에서 1,600 ft)까지 존재함을 나타낸다. 또한, 표면에서 대량의 이산화탄소를 발견했다. 포에베는 50%는 바위인데, 토성과는 35% 정도 비교된다. 이를 근거로 과학자들은 포에베가 센타우루스 소행성군에서 포획되었다는 것을 알 수 있고, 그중에서 얼음으로 된 소행성은 카이퍼 벨트의 소행성으로 목성과 해왕성 사이에서 태양을 공전한다. 포에베의 첫 번째 사진은 마치 점과 같았다. 포에베의 표면은 히페리온 표면과 같이 멀리서 볼 때 아주 미세하게 생긴 충돌구들이 많다. 가장 큰 충돌구의 충돌은 아마도 파편이 굉장하였을 것이다. 포에베 그룹에 속하는 위성들은 모두 10 km 미만이다. 그외에 포에베는 태양계의 위성들 중에서 역행 위성이라는 독특한 특징을 가진다 즉 포에베는 토성의 공전 궤도와는 반대되는 방향으로 공전하는 위성으로 포이베가 역행 위성이 된 이유에는 원래 어떤 항성이나 행성의 중력에 묶여 있지않고 떠도는 일반적인 소행성이였지만 이후 토성의 중력에 이끌려서 토성의 위성으로 편입된 이후로 역행 위성이 됐을 것으로 추정된다. 토성과는 1296km 떨어진 곳에서 토성을 공전하고 있으며 2000년대에 포이베보다 더 먼거리에서 토성을 공전하는 토성의 위성들이 대거 발견되기 전까지는 토성의 위성들 중에서 가장 바깥쪽에서 공전하는 행성으로 기록되기도 하였다. 그외에 포에베는 대기가 없으며 많은 크레이터를 가지고 있고 불규칙한 표면과 밀도를 가지고 있다.

## 근접 통과

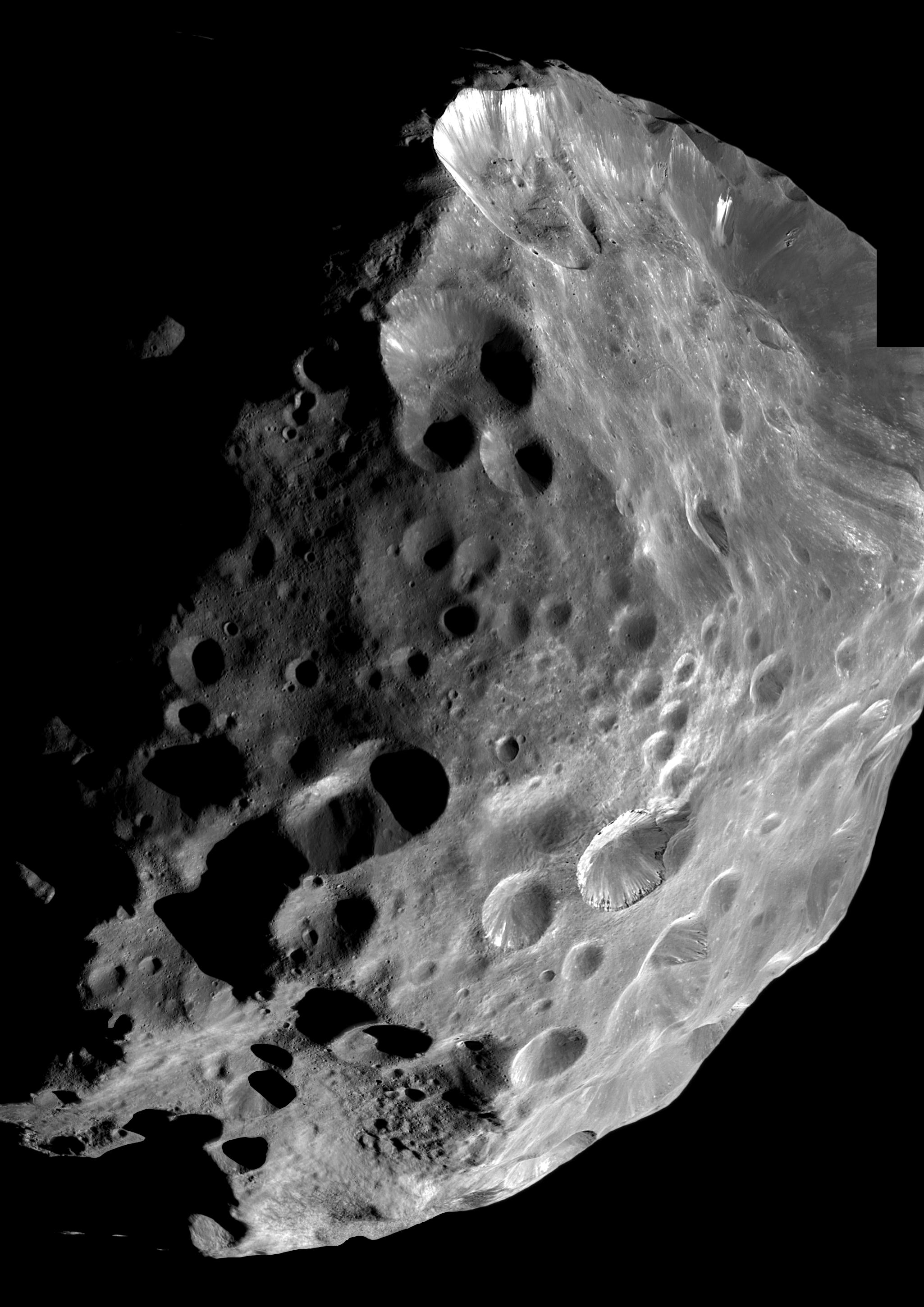
카시니-호이겐스 호가 촬영한 근접 촬영 사진

보이저 2호는 1981년 9월, 포에베를 지나갔다. 비록, 2.2 Gm (2.2 백만 km)거리에서 촬영하여 해상도는 낮았지만, 포에베의 지형구조를 알 수 있었다. 카시니 호는 2004년 6월 11일, 포에베 상공을 2,068 km (1,285 mi)까지 근접 통과하였고, 그것의 많은 충돌구들과 높은 해상도의 사진들을 보내 주었다. 한번의 근접 통과로 포에베에 대한 많은 정보들과 사진을 얻을 수 있었다. 그리고 9시간 56분의 빠른 자전 속도 덕에 포에베의 완전한 지도를 작성할 수 있었다.

## 포에베 고리

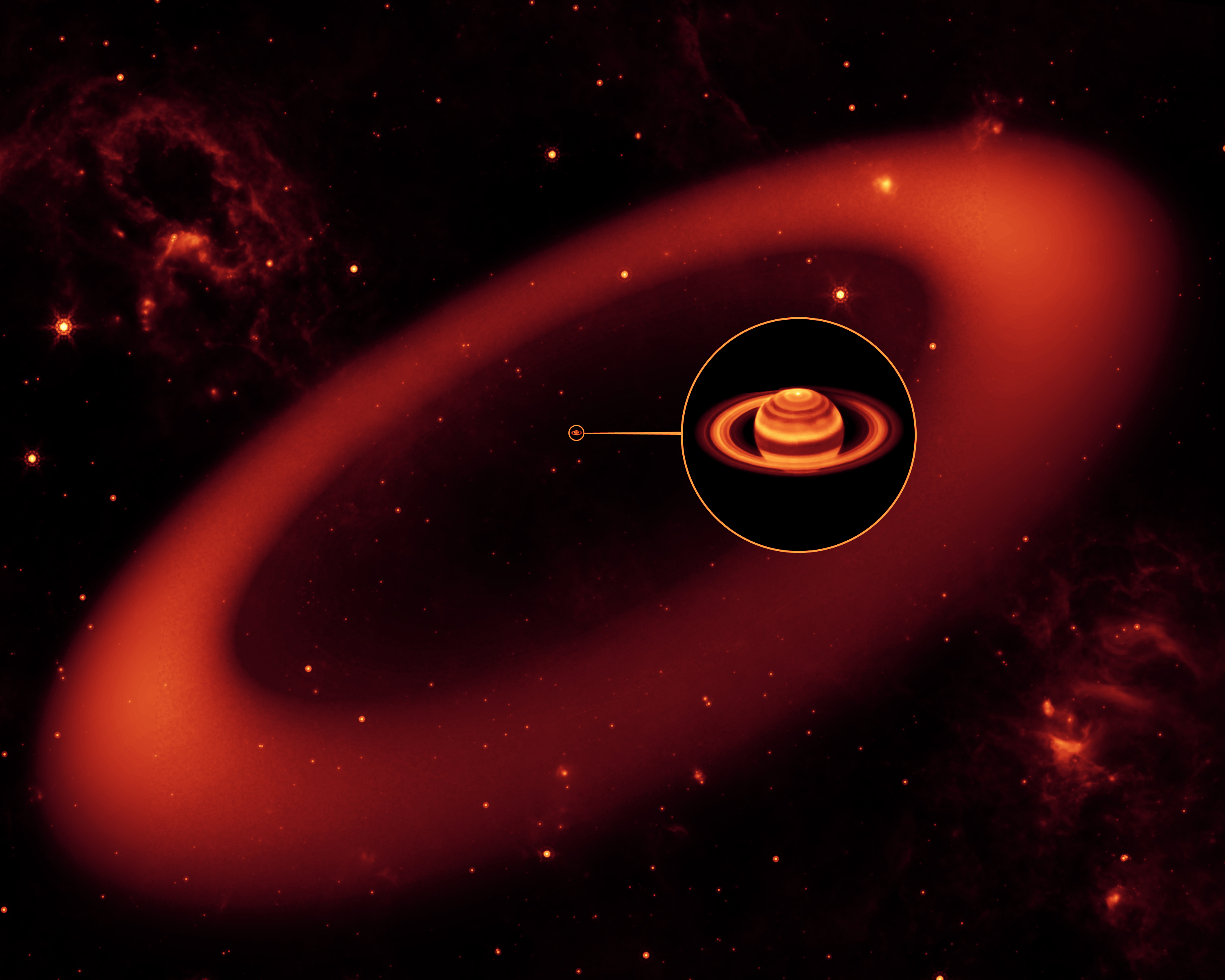
토성의 최대 고리 그림

포에베 고리는 토성의 고리 중 하나이다. 이 고리는 토성의 적도면으로부터 27° 정도 기울어져 있는데, 적어도 토성 반지름의 128에서 207배 정도이다. 포에베는 토성 반지름의 215배 정도에 있다. 그 고리의 두께는 지구 지름의 20배 정도이다. 그 고리의 입자는 포에베의 미세 유성우들로 이루어진 것이고, 그 입자들은 다른 고리와 달리 역행 운동을 한다. 이는 다음 고리에 포함되지 않는 이아페투스의 공전 방향과는 역행이다. 이 고리에서 빠져나가는 입자들은 동주기 자전 운동을 하는 이아페투스의 반대편으로 충돌하게 되는데, 어쩌면 이아페투스의 기묘한 지형구조가 이 원인일지도 모른다. 고리 입자들은 -193도로 매우 낮지만 스피처 우주 망원경의 적외선탐지로 발견된 것으로 보아서 아주 약하게 열을 내고 있는 것으로 보인다.

## 같이 보기
- 토성의 위성